# Into Outer Space with Lucia Pamela
Into Outer Space with Lucia Pamela è il primo e unico album studio della musicista statunitense Lucia Pamela, pubblicato nel 1969. Si tratta di un concept album che parla di un viaggio verso la luna.

## Tracce
1. Moontown – 1:08
2. Walking on the Moon – 3:10
3. Flip Flop Fly – 3:24
4. Dear Me – 3:20
5. You and Your Big Ideas – 2:17
6. What to Do Is the Question? – 3:19
7. Hap-Hap-Happy Heart – 2:36
8. Indian Alphabet Chant (A-I-Iddy-I-O-O-O) – 2:39
9. Why? Because I Want To – 3:10
10. In Love, In Love – 2:40
11. I've Got a Song – 3:17
12. Blue Wind – 2:52
13. In the Year 2000!!!! – 1:35